# Liste der Ortschaften im Bezirk Linz-Land
Die Liste der Ortschaften im Bezirk Linz-Land enthält die Gemeinden und ihre zugehörigen Ortschaften im oberösterreichischen Bezirk Linz-Land.
- Allhaming
  - Kroisbach
  - Laimgräben
  - Lindach
  - Sipbach

- Ansfelden
  - Audorf
  - Berg
  - Fleckendorf
  - Freindorf
  - Fürhappen
  - Grabwinkel
  - Haid
  - Kremsdorf
  - Moos
  - Nettingsdorf
  - Rapperswinkel
  - Vordermayrberg
  - Weißenberg

- Asten
  - Fisching
  - Ipfdorf
  - Raffelstetten

- Eggendorf im Traunkreis
  - Brunnern
  - Grassing
  - Hueb
  - Kroisbach

- Enns
  - Einsiedl
  - Enghagen
  - Enghagen am Tabor
  - Ental
  - Erlengraben
  - Hiesendorf
  - Kottingrat
  - Kristein
  - Kronau
  - Lorch
  - Moos
  - Rabenberg
  - Volkersdorf

- Hargelsberg
  - Angersberg
  - Firsching
  - Franzberg
  - Hart
  - Hausmanning
  - Penking
  - Pirchhorn
  - Sieding
  - Thann

- Hörsching
  - Aistental
  - Breitbrunn
  - Frindorf
  - Gerersdorf
  - Haid
  - Holzleiten
  - Lindenlach
  - Neubau
  - Öhndorf
  - Rudelsdorf
  - Rutzing

- Hofkirchen im Traunkreis
  - Harmannsdorf
  - Kiebach
  - Lanzenberg
  - Rappersdorf

- Kematen an der Krems
  - Achleiten
  - Burg
  - Gerersdorf
  - Halbarting
  - Kiesenberg
  - Rath
  - Schachen

- Kirchberg-Thening
  - Aichberg
  - Au
  - Axberg
  - Gumpolding
  - Intenham
  - Kirchberg
  - Niederbuch
  - Niederfeld
  - Schauersfreiling
  - Thening
  - Thürnau

- Kronstorf
  - Dörfling
  - Kronstorfberg
  - Plaik
  - Pühring
  - Schieferegg
  - Schmieding
  - Stallbach
  - Teufelsgraben
  - Thaling
  - Unterhaus
  - Winkling

- Leonding
  - Aichberg
  - Alharting
  - Berg
  - Bergham
  - Buchberg
  - Doppl
  - Enzenwinkl
  - Felling
  - Friesenegg
  - Gaumberg
  - Haag
  - Hart
  - Holzheim
  - Imberg
  - Jetzing
  - Reith
  - Rufling
  - Sankt Isidor
  - Staudach
  - Untergaumberg
  - Zaubertal

- St. Florian
  - Bruck bei Hausleiten
  - Bruck bei Tödling
  - Enzing
  - Fernbach
  - Gemering
  - Hausleiten
  - Hohenbrunn
  - Mickstetten
  - Niederfraunleiten
  - Oberfraunleiten
  - Oberndorf
  - Oberweidlham
  - Ölkam
  - Rohrbach
  - Samesleiten
  - Taunleiten
  - Tillysburg
  - Tödling
  - Unterweidlham
  - Weilling

- Neuhofen an der Krems

- Niederneukirchen
  - Dörfl
  - Grünbrunn
  - Obereglsee
  - Ruprechtshofen
  - Steggraben
  - Untereglsee

- Oftering
  - Freiling
  - Hausleiten
  - Kirchstetten
  - Mitterbachham
  - Niederbachham
  - Oberbachham
  - Oberbuch
  - Oberndorf
  - Staudach
  - Trindorf
  - Unterholz

- Pasching
  - Aistental
  - Langholzfeld
  - Thurnharting
  - Wagram

- Piberbach
  - Brandstatt
  - Pellndorf
  - Siedlung
  - Weifersdorf
  - Winden

- Pucking
  - Dörfl
  - Hasenufer
  - Köttsdorf
  - Oberschnadt
  - Sammersdorf
  - Sankt Leonhard
  - Sipbach
  - Unterschnadt
  - Zeitlham

- Sankt Marien
  - Grub
  - Kimmersdorf
  - Kurzenkirchen
  - Niederschöfring
  - Nöstlbach
  - Oberndorf
  - Oberschöfring
  - Pachersdorf
  - Pichlwang
  - Stein
  - Thal
  - Tiestling
  - Weichstetten

- Traun
  - Neubau
  - Oedt
  - Sankt Dionysen
  - Sankt Martin

- Wilhering
  - Appersberg
  - Dörnbach
  - Edramsberg
  - Fall
  - Hitzing
  - Höf
  - Katzing
  - Lohnharting
  - Mühlbach
  - Reith
  - Schönering
  - Thalham
  - Ufer
  - Winkeln